# Túmulos Reais da Dinastia Joseon
As Tumbas Reais da Dinastia Joseon (em hangul, 조선왕릉; hanja 朝鮮|王|陵, romanização revisada Joseon wangneung, romanização McCune-Reischauer Chosŏn wangnŭng) são um grupo de tumbas de membros da dinastia Joseon de Coreia (1392-1910). As tumbas foram declaradas um lugar Patrimônio da Humanidade pela Unesco em junho de 2009.